# ضرب‌دیدگی
ضرب دیدگی آسیبی است که در اثر حرکات غیرعادی در محل مفصل‌ها مثل پیچش یا کشیده شدن زیاد از حد ایجاد می‌شود در این حالت رباط‌ها چنان کشیده می‌شوند که مفصل دردناک می‌شود.
گاهی هم ممکن است رباط از استخوان یا مفصل جدا شود یا حتی قطع شود اما استخوان در محل مفصل از هم جدا نمی‌شوند.گاهی ضرب دیدگی باعث درفتگی هم میشود که در این صورت باید به پزشک مراجعه کرد.